# Álvaro Bezerra de Mello
Álvaro Bezerra de Mello (Pernambuco, 1931 - Teresópolis, 24 de dezembro de 2010) foi um economista e empresário brasileiro.
Formado em Harvard, iniciou sua carreira no Grupo Othon em 1954 e em 1960 assumiu uma diretoria dos hotéis do grupo.
Conhecido como "embaixador do turismo", foi presidente da Associação Brasileira da Indústria de Hotéis (ABIH) e membro do Conselho Nacional do Turismo (CNT). Em 2002 foi indicado ao Prêmio Grand Prix / Caio.
Faleceu de infarto aos 79 anos de idade.